# Ghiacciaio Rochray
Il ghiacciaio Rochray (in inglese Rochray Glacier) è un ghiacciaio lungo circa 9 km situato sull'isola Thurston, al largo della costa di Eights, nella Terra di Ellsworth, in Antartide. Il ghiacciaio, il cui punto più alto si trova a circa 40 m s.l.m., è ubicato in particolare poco a est del colle Hendersin e da qui fluisce verso sud fino a entrare nello stretto Peacock, andando così ad alimentare la piattaforma glaciale Abbot.

## Storia
Il ghiacciaio Rochray è stato per la prima volta mappato grazie a fotografie aeree scattate durante l'Operazione Highjump nel dicembre 1946 ed è stato poi così battezzato dal Comitato consultivo dei nomi antartici in onore del tenente Samuel Rochray, elicotterista della marina militare statunitense a bordo della USS Glacier, che, nel febbraio 1960, effettuò diversi voli di esplorazione nei cieli dell'isola Thurston.